# クプラート
クプラート・クープレィト (英: cuprate) は銅を中心金属とする形式上陰イオン性となっている錯イオンのことである。多くの場合、一価の銅塩 CuX に対して有機金属化合物 RM が2当量以上反応して得られるアート錯体のことを指し、本項目ではこれについて解説する。

## 調製
一価の銅塩 CuX に対して1当量の有機金属化合物 RM を反応させるとトランスメタル化により、有機銅化合物 RCu が得られる。しかし、この有機銅化合物は多くの場合、溶媒への溶解性が低く、反応性も乏しいため、単独では有機合成にはあまり用いられない。
この有機銅化合物に対して、さらにもう1当量の有機金属化合物を反応させるとルイス塩基であるアルキル基が銅に配位してアート錯体 MR2Cu が得られる。この化合物は RCu に比べて熱安定性も良く、特異な反応性を示すために有機合成に試薬としてしばしば用いられる。代表的なものとしてはハロゲン化銅と2当量のアルキルリチウムから調製されるギルマン試薬 LiR2Cu がある。
シアン化銅(I)ではシアン化物イオンの配位力が強いため、1当量の有機金属化合物 RM を反応させるだけでアート錯体 MRCu(CN) が生成する。また、シアン化銅(I)に2当量の有機金属試薬を加えて調製される M2R2Cu(CN) は高次クプラート、あるいは報告者の名前をとってリプシュッツクプラート (Lipshutz cuprate) と呼ばれている。

## 反応性
クプラートは原料となる有機金属化合物であるアルキルリチウムやグリニャール試薬とは大きく異なる反応性を示す。

### 官能基選択性
第1にα,β-不飽和カルボニル化合物に対して1,4-付加（マイケル付加）が優先する。アルキルリチウムやグリニャール試薬が1,2-付加するのとは対照的である。
第2にケトンやエステルのカルボニル基やニトリルに対する反応性がかなり低い。そのため、α,β-不飽和カルボニル化合物に対して反応を行なうと1,4-付加した生成物で反応が止まり、飽和のケトンやエステルを得ることができる。カルボン酸ハロゲン化物やカルボン酸チオエステルと反応させると付加はケトンの段階で止めることができる。
第3にハロゲン化アルキルやスルホン酸エステルに対して求核置換反応を起こす。アルキルリチウムやグリニャール試薬は、ハロゲン化アルキルやスルホン酸エステルに対する求核置換の反応性が低く、むしろ塩基として振る舞い脱離反応が起こりやすいのとは対照的である。またケトンやエステルとの反応性が低いことから、ある程度官能基化されたユニットのカップリング反応にも使用できる。
この他にエポキシドへの求核置換反応などでもアルキルリチウムやグリニャール試薬よりも優れた反応性を示す。

### その他
クプラートの反応においては、銅原子上の2つの炭化水素基のうち1つだけが反応する。このため合成に手間がかかる炭化水素基を導入する場合には、ギルマン試薬型の対称クプラートでは炭化水素基の半分をロスすることとなるため非常に不都合である。これを避けるためには、シアン化銅(I)から誘導したクプラートを用いるか、炭化水素基の片方を反応性の低いダミーの炭化水素基で置き換える。ただし、シアノクプラートは反応性が劣る。ダミーの炭化水素基として代表的なものはアルキニル基である。付加させたい基がアルケニル基の場合には反応性がアルキル基よりも高いのでアルキル基をダミーとして使用することも可能である。
リプシュッツクプラートは通常のシアノクプラートよりも熱安定性や反応性が高く、異なる立体選択性を示すことが知られている。
触媒量の銅塩を加えた基質に対して、アルキルリチウムやグリニャール試薬を添加すると、上記のクプラートとほぼ同様の反応が進行する。収率などの点では劣ることがあるものの、銅塩は排水基準が厳しいのでスケールアップして反応を行なう場合に有効な手法である。この場合、銅塩としてはハロゲン化銅(I)やシアン化銅(I)の他に、塩化リチウム-塩化銅(II)の複塩 (Li2CuCl4) が使われる。